# Zatoki osierdzia

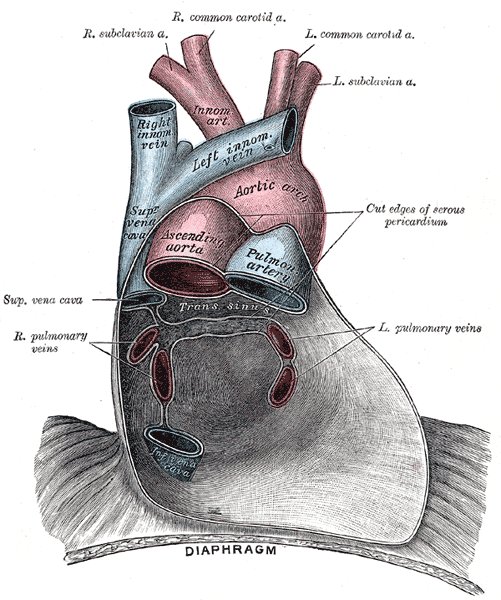
Tylna ściana worka osierdziowego, zatoka poprzeczna podpisana jako "Trans sinus", zatoka skośna nie jest podpisana, ale jest widoczna do dołu od zatoki poprzecznej pomiędzy żyłami płucnymi

Zatoki osierdzia (ang. pericardial sinuses) – w anatomii  człowieka dwie struktury w jamie osierdzia, leżące na tylnej powierzchni serca. Rozróżnia się zatokę poprzeczną osierdzia i zatokę skośną osierdzia. Występują w miejscu przejścia blaszki ściennej osierdzia surowiczego w blaszkę trzewną.

## Zatoka skośna osierdzia
Jest to jeden z większych zachyłków w jamie osierdzia człowieka. Jest ograniczony od strony prawej żyłą główną dolną i prawymi żyłami płucnymi, a z lewej strony – lewymi żyłami płucnymi. W warunkach fizjologicznych zachyłek ten jest nieznaczny, poszerza się tylko po nagromadzeniu w jamie osierdzia dużej ilości płynów.

## Zatoka poprzeczna osierdzia
W przeciwieństwie do zatoki skośnej, nie jest zachyłkiem, ale kanałem. Znajduje się pomiędzy aortą i pniem płucnym a powierzchnią przedsionków. Do tego kanału istnieją dwa wejścia – jedno między żyłą główną górną i uszkiem prawym a aortą, drugie – między uszkiem lewym a pniem płucnym.